# Денег нет, но вы держитесь

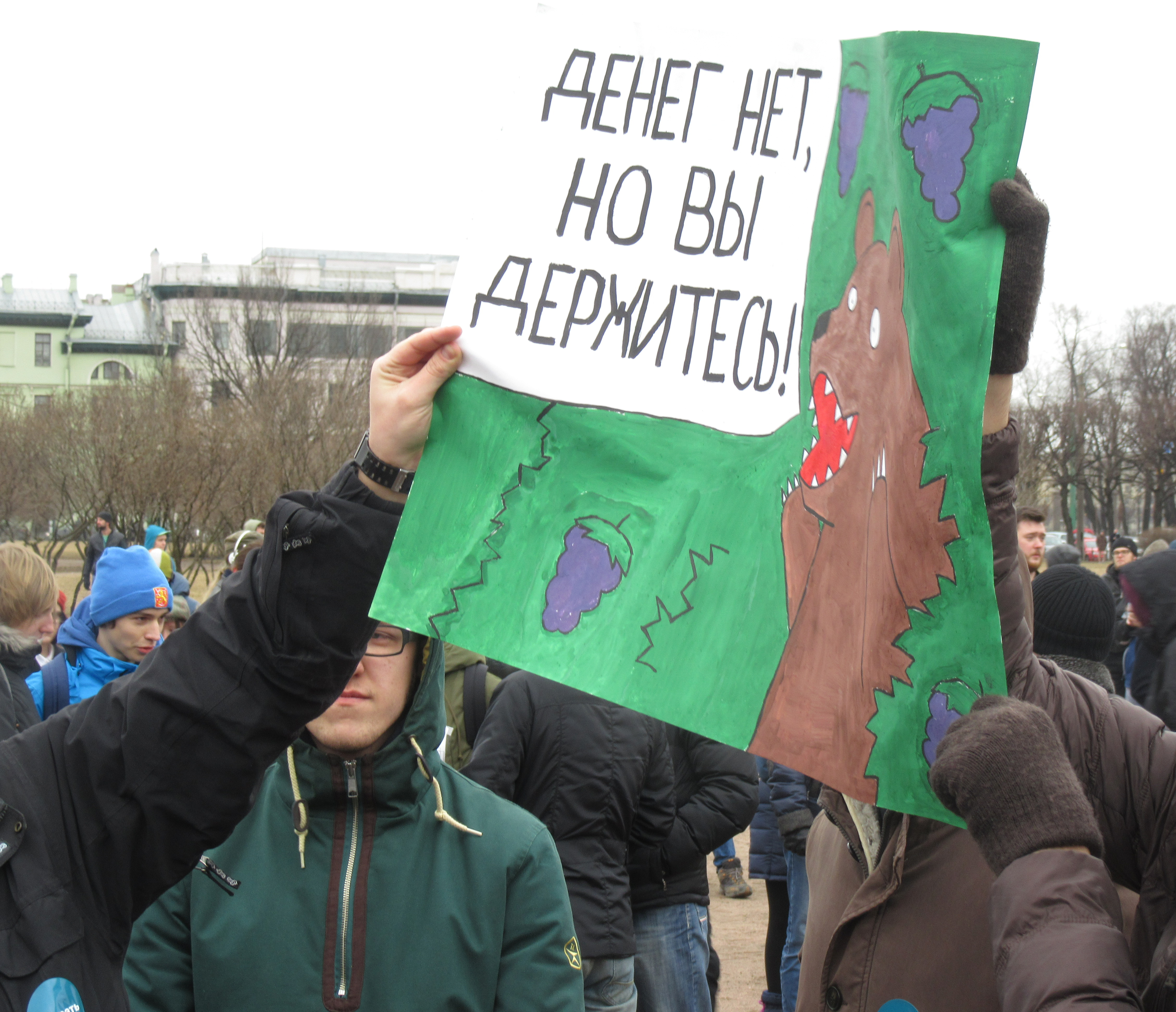
Плакат с фразой на митинге против коррупции «Он вам не Димон» в Санкт-Петербурге 26 марта 2017 года

«Денег нет, но вы держитесь» — краткое выражение, производное от фразы, произнесённой в мае 2016 года председателем правительства России Дмитрием Медведевым во время визита в Крым в ответ на жалобу пенсионерки о маленьком размере пенсии. Фраза широко распространилась в Рунете, стала крылатым выражением, мемом, своего рода выражением 2016 года, обросла шлейфом эмоциональных коннотаций и воспринимается как социально заострённый текст.

## Обстоятельства произнесения фразы
Во время визита Медведева 23 мая 2016 года в Феодосию к нему подошла пенсионерка Анна Григорьевна Буянова (род. 1955), которая сказала, что у неё размер пенсии 8 тысяч рублей, и спросила:

Вы же сказали, будет индексация, где она в Крыму, эта индексация? Что такое 8 тысяч? Это мизер. Ноги вытирают об нас здесь! На пенсии невозможно прожить, цены бешеные.

Медведев ответил:

Её [индексации] нигде нет, мы вообще не принимали, просто денег нет сейчас. Найдём деньги, сделаем индексацию. Вы держитесь здесь, вам всего доброго, хорошего настроения и здоровья!
— 
На следующий день Пенсионный фонд России заявил, что крымские граждане (пенсионеры) получают пенсию либо в сохранённом размере, либо в размере, рассчитанном по российским законам — выбирается вариант с наибольшим размером. При этом сохранённые пенсии не индексируются, пока не сравняются с пенсиями, рассчитанными по российскому законодательству. 28 мая выступил президент Владимир Путин, который сказал, что не видел, о чём именно говорил Медведев и уточнил, что «всегда можно или из контекста взять какую‑то фразу либо взять фразу из общего разговора. По словам всё может совпадать, но по духу смысл может как‑то иначе смотреться, если посмотреть на весь контекст разговора», но уточнил, что «Правительство России нацелено на исполнение всех социальных обязательств». При этом Путин фактически подтвердил слова премьера о неясных перспективах бюджета и не говорил о гарантированном исполнении законных норм о полной индексации пенсий по уровню инфляции: «если экономика будет позволять, если у нас средства будут, то мы ищем возможности оказать помощь людям».

## Популярность
Видеоролик с этой фразой выложили в Интернет 23 мая 2016 года, и в течение двух недель он набрал почти 3,5 миллиона просмотров. Издание «Deutsche Welle» написало, что ролик приобрёл «вирусную популярность», в рунете на него отреагировали «тысячами шуток». Российский шоумен Семён Слепаков посвятил фразе песню «Обращение к народу».
Британская газета Times писала, что фраза вызвала негативную реакцию общественности в адрес правительства. По мнению газеты Financial Times, сама фраза стала мемом, а общественная реакция на неё демонстрирует образ мышления населения, привыкшего к экономическим невзгодам — юмор и стоицизм.
Фразу использовали в социальных сетях «Альфа-банк» (позднее была удалена) и оператор Tele2 (позднее отказался).
Во время «единого дня голосования» 18 сентября 2016 года, включавшего выборы в Государственную думу, россияне, не желавшие голосовать и портившие бюллетени, использовали в том числе и эту фразу.
Компания «Медиалогия» на своей странице в Facebook назвала крылатое высказывание «Денег нет, но вы держитесь» самым упоминаемым в средствах массовой информации мемом за год с июня 2015 по июнь 2016 года. (4,4 тысячи упоминаний в СМИ) и главным мемом 2016 года. По итогам 2016 года мем занял второе место в российском топ-10 в категории «Мемы года» по версии сервиса Google Trends.
Фраза используется в качестве прецедентного текста, служащего для оценки сложных ситуаций в России, из которых власть затрудняется найти выход. Примерами могут служить такие производные конструкции, используемые в заголовках и тексте журналистских материалов, как «Денег нет, но вы учитесь» или «Лечения нет, но вы держитесь».
В декабре 2016 года Дмитрий Медведев дал ежегодное интервью по итогам работы правительства России в программе «Разговор с Дмитрием Медведевым». На вопрос об индексации пенсий в 2017 году Медведев заявил: «Никаких заморозок нет, всё разморожено. Деньги на эти цели запланированы, деньги есть!». В январе 2017 года во время церемонии награждения премиями правительства России 2016 года в области СМИ Медведев пошутил про отсутствие денег, сказав: «Жизнь — штука сложная, денег, как известно, нет. Я это знаю», а 30 ноября в традиционном итоговом интервью заявил, что деньги на выплату пенсий в нужном объёме есть.
В мае 2018 года автор вопроса Анна Григорьевна Буянова сказала в интервью «Новой газете», что индексации пенсии так и не было, вместо 8058 рублей в месяц в 2016 году она получает 8500 рублей за счёт надбавки к прожиточному минимуму и добавила: «Надо сказать, при Украине легче жилось. Гривна была твёрдая, а рубль… какой-то пустой оказался. Денег больше получаешь, а идёшь в магазин: все потратил — ничего не купил. Но с 1 января 2019-го, как они обещают, будет снова пересмотр прожиточного минимума: самая маленькая пенсия будет 12000 рублей. Так в собесе сказали. Вот, ждём…».